# Vincenzo de’ Rossi
Vincenzo de’ Rossi (* 1525 in Fiesole, Italien; † 1587 in Florenz, Italien) war ein italienischer Bildhauer des 16. Jahrhunderts.

## Leben
De’ Rossi begann um 1534 seinen beruflichen Weg als Lehrling bei dem Bildhauer Baccio Bandinelli. 1546 ging er nach Rom, wo er 1547 seinen ersten selbständig ausgeführten Auftrag erhielt. Mit dieser in einer Kapelle im Pantheon aufgestellten Statue Der junge Christus mit dem Heiligen Josef bewarb er sich gleichzeitig bei der Accademia dei Virtuosi, einer Künstlervereinigung mit ähnlichen Zielen wie die römische Accademia di San Luca oder wie die niederländischen Lukasgilden.

## Weitere Werke

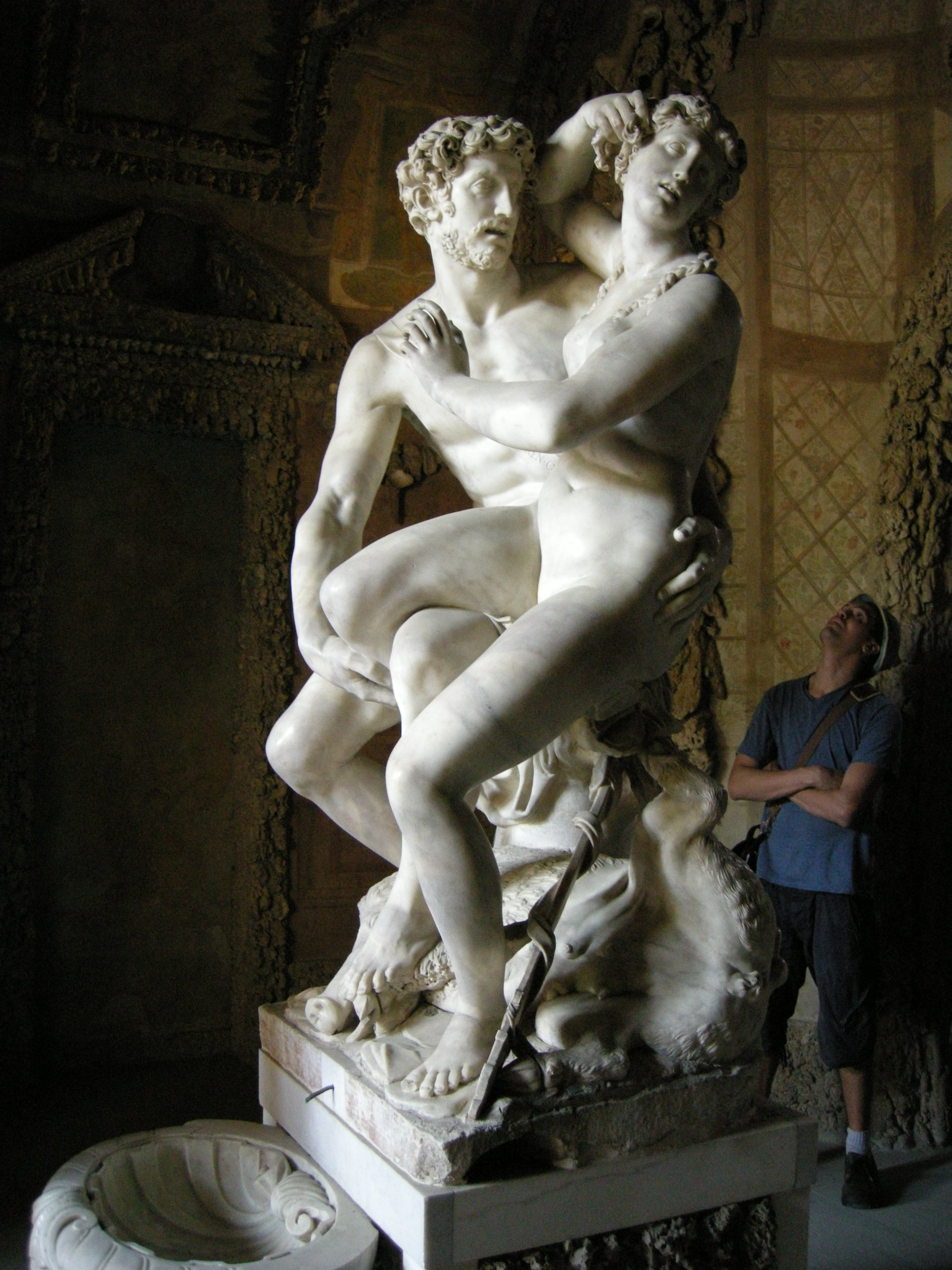
Der Raub der Helena durch Paris

- 1553: Büste des Uberto Strozzi in der Basilika Santa Maria sopra Minerva in Rom.
- Herakles/Herkules und Diomede aus der Serie der 12 Arbeiten des Herakles im Palazzo Vecchio in Florenz, ebenso wie eine dort aufgestellte Naiade.
- Paris beim Raub der Helena in der Grotta del Buontalenti im Giardino di Boboli in Florenz.
- Im Bargello das Relief Der sterbende Amor und Weg zum Calvario, Die Verspottung Christi und Christus vor Pilatus.
- In der Villa Medici Poggio Imperiale die Statue Herkules herrscht über den Himmel.
- 1584: Laokoon-Gruppe, Nachbildung der 1506 gefundenen antiken Gruppe in weißem Marmor.